# The Owners (2020)
The Owners (bra: Os Intrusos) é um filme de suspense e terror de 2020 adaptado da história em quadrinhos Une nuit de pleine lune de Hermann e Yves H. Dirigido pelo diretor estreante Julius Berg, com roteiro de Mathieu Gompel e Julius Berg em colaboração com Geoff Cox, estrelado por Maisie Williams, Sylvester McCoy, Rita Tushingham, Jake Curran, Ian Kenny e Andrew Ellis.
The Owners foi lançado nos Estados Unidos em 4 de setembro de 2020, pela RLJE Films.

## Sinopse
Gaz, Nathan e Terry decidiram invadir a casa do Dr. Richard Huggins e sua esposa Ellen, pois fica no interior e dizem que tem um grande cofre cheio de dinheiro. Mary, a namorada de Nathan, complica as coisas quando chega para pegar o carro emprestado, mas é persuadida a ir junto. Ela entra em casa depois que os meninos não conseguem acessar o cofre, pois ela estava esperando há muito tempo.
Uma vez lá dentro, ela diz a Nathan que está grávida. Quando os Huggins voltam, os meninos amarram o casal e tentam ameaçá-los para que abram o cofre. No processo, Richard reconhece Nathan e Terry de quando eram crianças, fazendo com que Nathan relutasse em continuar o roubo. Em uma tentativa de assumir o controle, Gaz pega uma briga com Nathan e o esfaqueia. Ele então tenta machucar Ellen, apenas para Mary matá-lo com uma marreta. Enquanto ela e Terry desamarram o casal, Ellen parece reconhecer Mary.
Richard engana Terry e Mary oferecendo-se para operar Nathan e fingindo chamar uma ambulância. Ellen então droga secretamente Terry, que alucina a irmã gêmea de Mary, Jane, que está desaparecida e presume-se que fugiu. Mary finalmente percebe que eles foram enganados. Richard tenta persuadir ela e Terry a beber chá com eles, durante o qual eles discutem a morte prematura da filha do casal, Kate, anos antes, bem como o misterioso desaparecimento de várias adolescentes na área. Agora ciente do perigo que o casal representa, Mary tenta, sem sucesso, escapar. Ela e Terry chegam à garagem, apenas para Terry atirar em Mary nas costas.
Enquanto ela sangra até a morte, Richard diz a Mary que eles capturariam e aprisionariam várias garotas em seu cofre, onde as vestiriam como garotinhas e as chamariam de Kate. Eles não encontraram nenhum que se encaixasse no papel até que capturaram a irmã de Mary, Jane, que ainda está em cativeiro. Como recompensa por ajudá-los, o casal aprisiona Terry no cofre com Jane. O filme termina com a mãe de Terry questionando os Huggins sobre o desaparecimento de seu filho, sem saber do envolvimento do casal e da presença dos corpos recém-enterrados de Gaz, Nathan e Mary no jardim.

## Elenco
- Maisie Williams como Mary / Jane Vorrel
- Sylvester McCoy como Dr. Richard Huggins
- Rita Tushingham como Ellen Huggins
- Jake Curran como Gaz
- Ian Kenny como Nathan
- Andrew Ellis como Terry
- Stacha Hicks como Jean

## Produção
Em fevereiro de 2019, foi anunciado que Maisie Williams havia sido escalada para o filme. Em maio de 2019, Jake Curran, Ian Kenny, Andrew Ellis, Sylvester McCoy, Rita Tushingham e Stacha Hicks se juntaram ao elenco.
As filmagens principais começaram em maio de 2019. As filmagens ocorreram em uma mansão vitoriana isolada em Kent, perto de Londres.

## Lançamento
Em abril de 2020, a RLJE Films adquiriu os direitos de distribuição do filme. Foi lançado nos Estados Unidos em 4 de setembro de 2020.

## Resposta crítica
No Rotten Tomatoes, o filme tem uma classificação de aprovação de 65% com base em 40 resenhas, com uma classificação média de 6.1/10. O consenso dos críticos do site diz: "The Owners se mostrarão excessivamente mesquinhos e exagerados para alguns, mas devem ser apenas carnudos o suficiente para entusiastas do gênero para alguns thrillers de invasão de casa." O Metacritic relata uma pontuação de 53 de 100 com base em quatro análises críticas, indicando "análises mistas ou médias".